# The Days
The Days ist eine japanische Serie, die am 1. Juni 2023 Premiere bei Netflix hatte. Über einen Zeitraum von sieben Tagen wird aus unterschiedlichen Perspektiven die Nuklearkatastrophe von Fukushima dargestellt. Die Serie ist ausschließlich mit japanischen Schauspielern besetzt und wird in japanischer Sprache mit deutschen Untertiteln ausgestrahlt.
Die Geschichte basiert zum einen auf The Yoshida Testimony, den Aufzeichnungen des Kraftwerksleiters während der Katastrophe, Masao Yoshida, dem offiziellen Bericht des Betreibers Tepco Fukushima Nuclear Accident Analysis Report und dem Buch On the Brink: The Inside Story of Fukushima Daiichi von Ryûshô Kadota der Beteiligte der Katastrophe befragte.

## Episodenliste
| Nr. | Deutscher Titel                                     | Originaltitel                                          | Erstausstrahlung USA | Deutschsprachige Erstausstrahlung (D) | Regie           |
| --- | --------------------------------------------------- | ------------------------------------------------------ | -------------------- | ------------------------------------- | --------------- |
| 1 | Das Kernkraftwerk Fukushima Daiichi ist überflutet  | The Fukushima Daiichi Nuclear Power Plant is Submerged | 1. Juni 2023         | 1. Juni 2023                          | Masaki Nishiura |
| Nachdem das Kernkraftwerk Fukushima Daiichi von einer 15 Meter hohen Tsunami-Flutwelle getroffen wird, fällt eines der Kühlsysteme aus.                                            |                                                     |                                                        |                      |                                       |                 |
| 2 | Keine Evakuierung erforderlich                      | No Need to Evacuate                                    | 1. Juni 2023         | 1. Juni 2023                          | Masaki Nishiura |
| Während man weiterhin vergeblich auf eine Lagebewertung von Fukushima Daiichi wartet, fordert die Regierung die Menschen auf, Ruhe zu bewahren und ihre Häuser nicht zu verlassen. |                                                     |                                                        |                      |                                       |                 |
| 3 | Die radioaktiven Emissionen fallen minimal aus      | Radioactive Emissions Will Be Minimal                  | 1. Juni 2023         | 1. Juni 2023                          | Masaki Nishiura |
| In Anbetracht des Druckanstiegs im Sicherheitsbehälter und der drohenden Explosion äußert Tepco den Vorschlag, das Gas in die Atmosphäre abzuleiten.                               |                                                     |                                                        |                      |                                       |                 |
| 4 | Es hieße, Fukushima den Rücken zukehren             | It Would Mean Turning Our Backs on Fukushima           | 1. Juni 2023         | 1. Juni 2023                          | Hideo Nakata    |
| Da der Stromausfall noch immer anhält, müssen die Ventile manuell geöffnet werden. Vier Arbeiter fragen nach, ob sie sich an einen sichereren Ort retten dürfen.                   |                                                     |                                                        |                      |                                       |                 |
| 5 | Unsere Firma ist verrückt geworden                  | Our Company Has Lost Its Mind                          | 1. Juni 2023         | 1. Juni 2023                          | Hideo Nakata    |
| Der Leiter Yoshida beschließt, Meerwasser als Kühlquelle zu nutzen, doch das Tepco-Hauptquartier fordert ihn auf, zunächst auf die Erlaubnis der Verwaltung zu warten.             |                                                     |                                                        |                      |                                       |                 |
| 6 | Ich komme hier nicht mehr lebend raus               | I Can No Longer Leave Here Alive                       | 1. Juni 2023         | 1. Juni 2023                          | Masaki Nishiura |
| Als der Druck im Sicherheitsbehälter endlich abnimmt, verlangt die Tepco-Unternehmensleitung vom Personal vor Ort die Wiederaufnahme der Arbeit. Doch Yoshida hat Zweifel.         |                                                     |                                                        |                      |                                       |                 |
| 7 | Legen Sie die Bestimmungen für die Evakuierung fest | Decide the Conditions for Evacuation                   | 1. Juni 2023         | 1. Juni 2023                          | Masaki Nishiura |
| Während die Ungeduld in der Verwaltung und im Tepco-Hauptquartier zunimmt, bittet Filialleiter Yoshida um die Erlaubnis, einige Mitarbeiter des Standortes evakuieren zu dürfen.   |                                                     |                                                        |                      |                                       |                 |
| 8 | Ein Szenario von Japans Untergang                   | A Scenario of Japan’s Collapse                         | 1. Juni 2023         | 1. Juni 2023                          | Masaki Nishiura |
| Der Premierminister erfährt, dass im schlimmsten Fall ein Drittel des Landes – einschließlich der Region Tokio – jahrzehntelang unbewohnbar sein wird.                             |                                                     |                                                        |                      |                                       |                 |